# Polkville (Caroline du Nord)
Polkville est une ville américaine située dans le comté de Cleveland dans l'État de Caroline du Nord. En 2010, sa population était de 545 habitants.

## Démographie
| 1980 | 1990  | 2000 | 2010 | - | - |
| ---- | ----- | ---- | ---- | - | - |
| 528  | 1 514 | 535  | 545  | - | - |

## Source de la traduction
- (en) Cet article est partiellement ou en totalité issu de l’article de Wikipédia en anglais intitulé « Polkville, North Carolina » (voir la liste des auteurs).